# Den kuriske landtange
Den kuriske landtange (litauisk: Kuršių nerija, russisk: Куршскя Коса, tysk: Kurische Nehrung) er en litauisk og russisk landtange i det sydøstlige hjørne af Østersøen. Området, der er udlagt som nationalpark, er en 100 km lang og meget smal (mellem 500 m og 4 km) landtange af sand. Området er delt på midten mellem Neringa kommune i Litauen og den russiske enklave Kaliningrad oblast. På den litauiske side ligger landsbyerne Nida og Lesnoj. Rybatshi på den russiske side er populære for sine gode sandstrande. På den russiske side ligger et 6.621 ha stort naturbeskyttelsesområde "Nationalpark Kurskaja Kosa".
I 2000 blev landtangen optaget på UNESCOs Verdensarvliste, Kriterium V. Området er rigt på rav.